# Éruption du Novarupta en 1912
L'éruption du Novarupta en 1912 est une éruption volcanique sur le Novarupta, un volcan d'Alaska, aux États-Unis.

## Déroulement
L'éruption se déclenche le 6 juin 1912 et se termine en octobre. Le volume de lave émis est alors de 10 ×106 m3 et celui de téphras est de 28 ± 4 ×109 m3. Dans le même temps, le sommet du mont Katmai situé à l'est s'effondre sur lui-même en donnant naissance à la caldeira actuelle, la lave émise par le Novarupta provenant en réalité de la chambre magmatique du mont Katmai.

## Conséquences
Des simulations réalisées au début des années 2000 montrent que les cendres et gaz volcaniques émis par le Novarupta ont entraîné un refroidissement climatique dans l'hémisphère nord et un affaiblissement de la mousson en Asie.
Il a aussi conduit à l'abandon de villages, Kukak et Kaguyak.